# Bataille de Montlhéry
Ligue du Bien public
La bataille de Montlhéry (au nord de cette ville et de Longpont) a lieu le 16 juillet 1465, entre Louis XI, roi de France et Charles, comte de Charolais, fils du duc de Bourgogne et membre de la ligue du Bien public.
Succès tactique bourguignon, mais qui ne décida pas du sort de la guerre.

## Contexte

### L’agitation des grands féodaux
Roi depuis quatre ans, Louis XI a fait jouer une clause du traité d'Arras (1435) et racheté pour 400.000 écus d'or les villes de la Somme au duc de Bourgogne Philippe le Bon, à la grande colère du fils de celui-ci. Ce faisant, Louis XI inversait son alliance avec le duc de Bourgogne chez qui il s'était précédemment réfugié durant les cinq dernières années du règne de Charles VII. Cette colère du comte de Charolais (futur Charles le Téméraire) occasionnée par la perte des villes de la Somme qu'il considérait comme une pièce stratégique de l'État bourguignon est à l'origine de la formation de la ligue du Bien public.
Si la Bourgogne veut au minimum récupérer les places fortes picardes perdues, les autres grands féodaux espèrent, sinon des gains territoriaux, du moins une augmentation de leur indépendance vis-à-vis de la couronne. Outre Philippe le Bon, dont l’armée est commandée par son fils le comte de Charolais, la ligue compte le duc François II de Bretagne, le duc Jean II de Bourbon, le duc de Berry Charles de France (le jeune frère du roi), le duc de Lorraine Jean de Calabre… Le but des ligueurs n’est pas de gagner une guerre, mais de rassembler une armée suffisamment puissante pour impressionner le roi, et obtenir des concessions. Quant au roi, il ne cherche pas non plus, au départ, une bataille, qu'il juge trop risquée : il veut se déplacer avec une armée imposante, afin lui aussi d'impressionner séparément ses adversaires, et qu'ils renoncent à leurs projets.

### Campagne précédant la bataille
Louis XI bénéficie du soutien de Gaston de Foix, des grandes villes et de provinces entières comme le Languedoc, la Normandie, la Champagne et le Dauphiné. Il rassemble très rapidement son armée, renforce la frontière de Picardie (voisine des possessions bourguignonnes) qu’il confie à Joachim Rouault, et envoie son oncle le comte du Maine avec douze mille hommes contre le duc de Bretagne. Il prend le reste de l’armée et, dès avril 1465, marche contre le Bourbonnais. Il prend Moulins et signe la paix avec le duc de Bourbon, le comte d’Armagnac et le seigneur d’Albret.
Les Bourguignons n’entrent en campagne que le 29 mai, en Champagne. En juin, ils traversent le Vermandois et arrivent à Saint-Denis le 5 juillet, où le rendez-vous avait été fixé avec les autres conjurés. Mais, restant seuls au rendez-vous, les Bourguignons passent à l’offensive le 8 juillet et attaquent Paris qui résiste courageusement.
Ce n'est qu'à partir du 20 juin que l’armée bretonne remonte la Loire et elle le fait sans que les 12 000 hommes du comte du Maine ne s’opposent à sa marche. Le 13 juillet, elle est à 50 km de Beaugency où elle est en mesure d’attaquer le roi par le flanc et de rejoindre les troupes bourguignonnes, pour former un ensemble de près de 35 000 hommes.
Apprenant l’assaut sur Paris et l’entrée en campagne du duc de Bretagne simultanément, Louis XI comprend qu’il risque de perdre Paris ou d’être pris en étau, et accélère sa marche vers le nord, laissant son infanterie et son artillerie en route. Le 12 juillet, le comte de Charolais contourne Paris en prenant le pont de Saint-Cloud. 
Le 13 juillet, les deux armées royales (l’une à Chartres commandée par le comte du Maine, l’autre à Orléans dirigée par Louis XI) convergent vers Châteaudun, Louis XI ayant décidé d’attaquer le duc de Bretagne, dont l’armée est plus faible.
Pour éviter l’anéantissement des Bretons, le comte de Charolais avance sur Arpajon, tandis que les ducs de Bretagne et de Berry remontent vers le nord. Comprenant que l’armée bretonne risque de rejoindre les Bourguignons, Louis XI fait demi-tour et suit une route parallèle à celle des Bretons, mais plus rapide (le long de la Loire et route d’Orléans à Paris), tout en demandant au comte du Maine de le rejoindre à Étampes.
Le 15 juillet, Charles de Charolais continue d’avancer prudemment vers le sud, en ordonnant à ses lieutenants d’éviter le combat. Dans la nuit du 14 au 15, le comte du Maine rejoint Louis XI à Étampes (25 km de Montlhéry), et la journée du 15 est consacrée aux préparatifs de la bataille. Louis XI suit 9 messes en chemise, genoux en terre ; il demande aussi au maréchal Rouault, à Paris (à moins de 24 km de Montlhéry), de faire une sortie le lendemain, sur les arrières des Bourguignons, préparant une véritable bataille d’anéantissement.

## Forces en présence
(Pour les effectifs des deux armées durant la campagne et au moment de la bataille, voir Michel Rimboud.)
À l’aube du 14 juillet après une marche forcée qui laisse en arrière son infanterie et l’essentiel de son artillerie, Louis XI et ses hommes atteignent Étampes. Le roi y dépose dans le château fort ses joyaux et trésors, il dispose alors en réunissant sa cavalerie à l’armée du comte du Maine d’environ 15 000 soldats professionnels et expérimentés (lances d’ordonnance), essentiellement de la cavalerie.
L’armée du comte de Charolais compte 20 000 hommes, dont 14 000 combattants environ. Il dispose en outre de nombreux chariots solides, qui peuvent s’avérer utiles lors de la bataille comme points d’appui, et d’une artillerie nombreuse.

## Bataille

### Observation durant la matinée

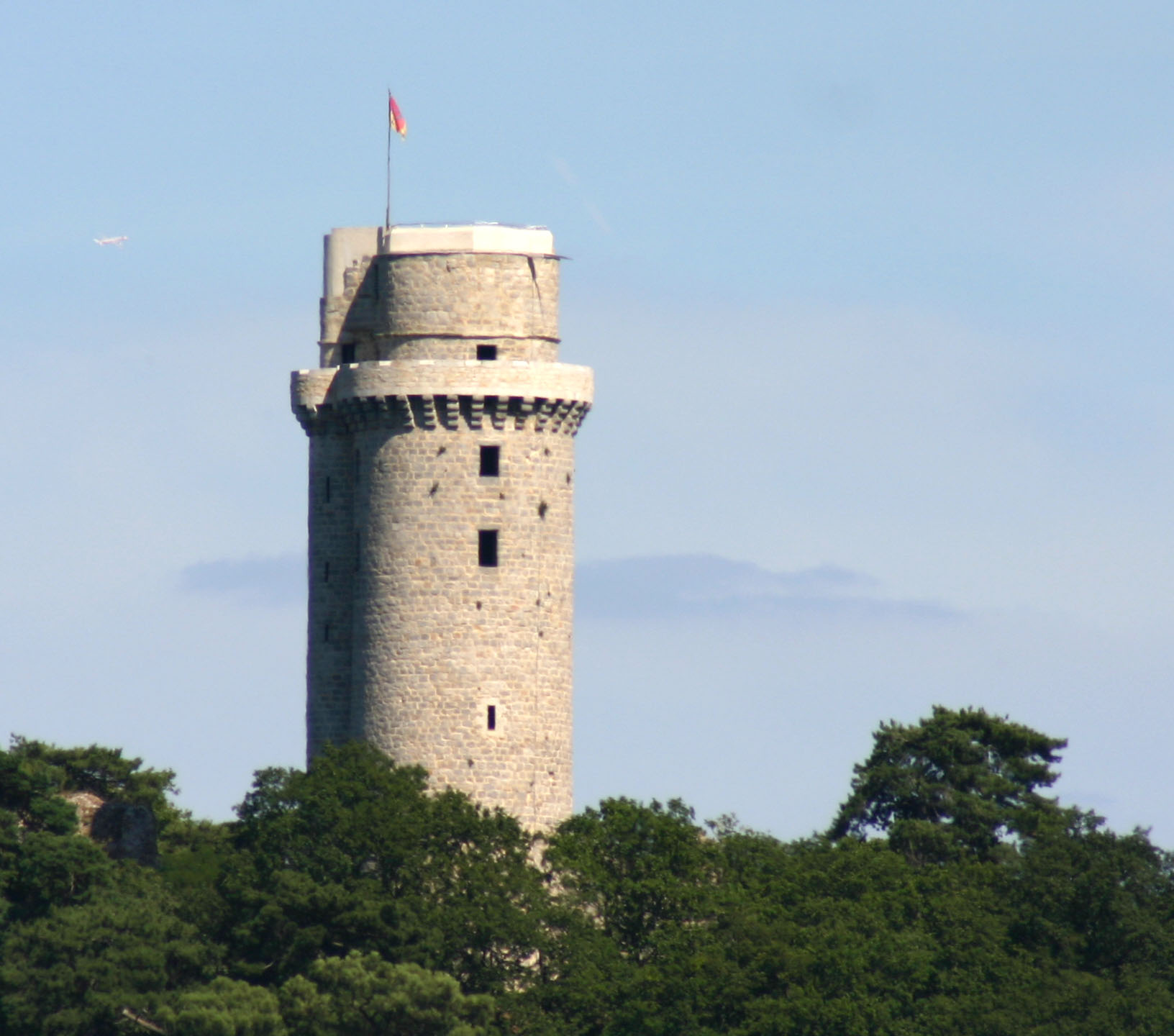
La tour de Montlhéry, seul vestige du château.

Les Français sont déterminés à la bataille, au contraire des Bourguignons. Le comte de Saint-Pol, commandant l’avant-garde bourguignonne, a ordre de reculer si l’armée royale se présente. Mais, lorsque cela se produit, il refuse d’obéir aux courriers du comte de Charolais, estimant que cela irait à l’encontre de son honneur. Le comte de Charolais se retrouve dans l’obligation de faire avancer le reste de l’armée pour le soutenir.
L’artillerie de Saint-Pol (35 pièces) est placée en première ligne, avec immédiatement derrière elle les archers (dont 500 archers anglais), chacun disposant d’un pieu acéré planté devant lui, le protégeant d’une charge de cavalerie. Les hommes d’armes, qui décident de combattre à pied et laissent leurs chevaux avec les chariots, disposés en cercle à l’arrière de l’armée, sont placés cinq mètres derrière eux ; entre le charroi et les hommes d’armes, cranequiniers (arbalétriers à cheval) et coutiliers (à pied). Les chariots sont gardés par le personnel non-combattant, et les pages.
L’aile gauche bourguignonne est sous le commandement du comte de Saint-Pol, et compte environ 8 000 hommes ; l’arrière-garde du Bâtard de Bourgogne se place à gauche de Saint-Pol ; la bataille (corps) principale, sous le commandement personnel du comte de Charolais, renforce Saint-Pol.
Du côté de l’armée royale, l’avant-garde commandée par Brézé, forme l’aile droite durant la bataille. Elle est surtout composée de cavalerie, lances d’ordonnance (donc soldats professionnels et expérimentés) et le ban de Normandie. Elle est placée face à l’avant-garde de Saint-Pol, et abritée derrière un fossé profond et une haie épaisse. Au centre, que Louis XI commande lui-même, se trouve la Garde écossaise et la chevalerie du Dauphiné. Des archers sont détachés pour occuper le village, en arrière. À gauche et très en arrière, se trouve l’arrière-garde du comte du Maine.
La matinée se passe dans les mouvements aboutissant à cette disposition des troupes côté bourguignon, et dans l’attente côté français, sous la chaleur. L’artillerie bourguignonne, nombreuse et efficace, fait quelques dégâts dans les lignes françaises. La faible partie de l’artillerie royale qui a pu suivre la course de la cavalerie, placée en hauteur, ne parvient pas à ajuster son tir, et ses boulets passent au-dessus des Bourguignons. Quelques chevaliers sortent des rangs et s’affrontent en duel entre les deux armées, cherchant ainsi une manière de se distinguer.
En fin de matinée, une partie de l’arrière-garde bourguignonne attaque et déloge, après un rude combat, les archers français du village de Montlhéry. Après ce succès, elle reprend sa place initiale.

### La charge de Pierre de Brézé

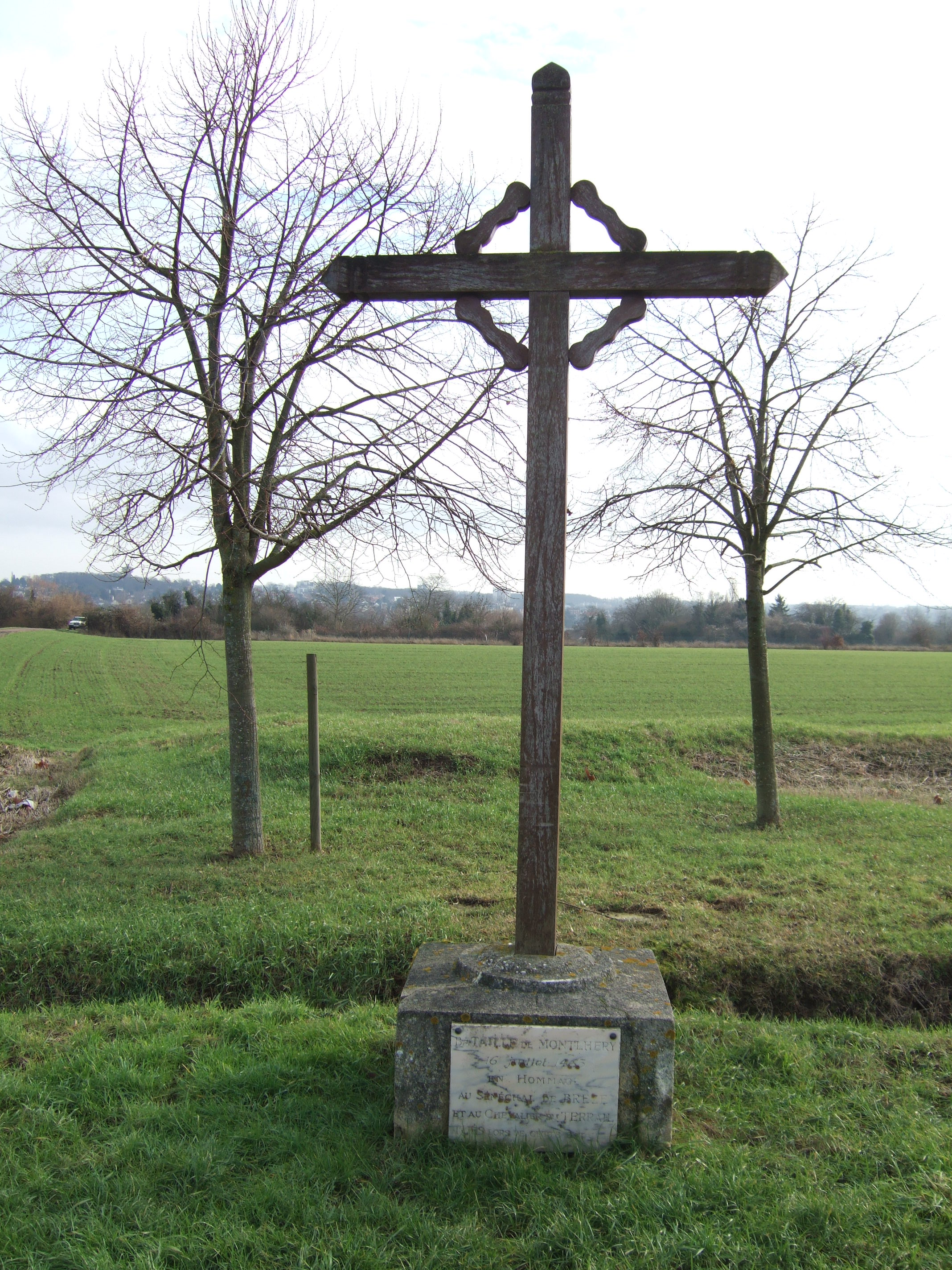
Croix dite « de la bataille » près de Montlhéry, érigée notamment en hommage au Sénéchal de Brézé.

À 14 heures Louis XI décide d’attaquer, et se déplace pour donner ses derniers ordres à ses capitaines. Brézé, dont l’aile droite est renforcée de quelques escadrons, doit donner le premier assaut ; Louis XI chargera ensuite le centre de l’armée bourguignonne, le comte du Maine ne devant attaquer qu’en dernier.
Simultanément, le comte de Saint-Pol descend de ses positions, face à Brézé. Celui-ci attend que Saint-Pol s’avance à 700 m, puis donne le signe de l’attaque ; mais sa cavalerie contourne la longue haie des deux côtés, ce qui laisse croire à une fuite. Le comte de Saint-Pol envoie des messagers au comte de Charolais, annonçant sa victoire ; quant à ses cavaliers, démontés, ne voulant pas perdre une occasion de butin ou de faire des prisonniers qu’ils pourraient soumettre ensuite à rançon, ils retournent aux chariots prendre leurs chevaux, semant le désordre dans la troisième ligne bourguignonne.
La charge de Brézé est lancée à ce moment-là. Au premier choc, les rangs bourguignons sont brisés et les royaux peuvent pénétrer au cœur de l’armée adverse. Confrontée à une foule en désordre, elle ouvre une large brèche dans l’armée du comte de Saint-Pol, qui se fragmente en divers groupes, les uns reculant, les autres fuyant. C’est le sauve-qui-peut, le comte de Saint-Pol donnant l’exemple de la fuite. Le sénéchal de Normandie, Pierre de Brézé, trouve la mort au combat. La cavalerie française, sans chef, massacre tout ce qu’elle trouve, chevaliers, archers, soldats, et même les pages qui gardaient les chariots. Elle se met ensuite à piller le convoi bourguignon.

### L’avantage aux Français et la trahison du comte du Maine
Quand Louis XI voit la charge de sa cavalerie réussir, c’est le milieu de l’après-midi. Il espère que les renforts venus de Paris ne vont plus tarder, et donne l’ordre d’attaquer. Le succès est moins net, néanmoins ses fantassins ont l’avantage sur les Bourguignons. Les circonstances exactes de l’épisode suivant varient selon les auteurs. Selon Payen et Kendall, Louis XI demande alors à son oncle d’attaquer à gauche. Le comte du Maine fait sonner la charge, les chevaliers abaissent leurs lances et se ruent sur le corps du comte de Charolais, mais font soudain demi-tour, avant même le premier contact, et s’enfuient. Selon Rimboud, c’est Charles le Téméraire qui, sur le message du comte de Saint-Pol, se rue à la charge afin d’achever sa victoire, au moment même où le comte du Maine lance sa charge. Le résultat est le même : en un instant un tiers des forces royales quitte le champ de bataille, sans avoir combattu. Une partie importante des forces bourguignonnes quitte le champ de bataille avec le comte de Charolais à la poursuite du comte du Maine.

### La mêlée
Le roi de France voit en un instant son éclatante victoire se transformer en un combat sauvage et incertain. Aucun quartier n’est fait, même les promesses de rançon sont refusées. Les artilleries des deux camps sont amenées au cœur du champ de bataille, pour y faire plus de dégâts. Le Grand Bâtard de Bourgogne tombe avec son corps sur le centre de la bataille, où le roi de France est déjà en difficulté. Au plus fort de la bataille, Louis XI a son cheval tué sous lui et roule au sol. Un début de panique se produit dans les rangs français. Mais la garde écossaise protège et relève le roi. Une nouvelle monture lui est fournie et il peut circuler dans les rangs de ses troupes (qui commençaient à flotter) pour les raffermir. Sur l’aile gauche bourguignonne, les valets reviennent sur le champ de bataille et tombent sur les Français chargés de butin, qu’ils assaillent à coup de masses.
Louis XI sort alors de la mêlée, rameute sur ses arrières les fuyards, et retourne au cœur du combat. Finalement, les Bourguignons cèdent. Le roi est obligé de retenir ses troupes : la poursuite est impossible, ses forces sont trop réduites, de plus il ne sait pas combien de ses adversaires sont encore sur le champ de bataille, ni si les fuyards sont susceptibles de revenir. Il regroupe ses forces et se retire sur les hauteurs de Montlhéry, et envoie un parti de cavalerie vers le sud, dans la direction prise par le comte du Maine.
Le comte de Charolais avait, sur les conseils maintes fois répétés de ses capitaines, fini par abandonner l’inutile poursuite du comte du Maine. De retour sur les lieux de la bataille et contournant le village avec seulement quelques dizaines de cavaliers autour de lui, Charolais, jusqu'alors persuadé de la victoire de ses troupes, constate avec dépit que l'armée royale est toujours solidement établie au sommet de la butte de Montlhéry. Le voilà même obligé de combattre les cavaliers que Louis XI a envoyés à sa rencontre. Bien qu'un coup d’épée le blesse à la gorge, les Français ne réussissent pas à le capturer. Il rejoint le camp bourguignon (le Grand Bâtard de Bourgogne et ses troupes, Saint-Pol et quelques centaines de cavaliers), puis s'emploie jusqu’à la tombée de la nuit à rallier ce qui lui reste d'armée.
À la nuit, Louis ordonne qu’on allume des feux dans le village, le long de la crête, ceux-ci laissant croire aux Bourguignons qu’il faudra encore se battre le lendemain. Mais le roi de France et ses hommes prennent la route de Corbeil, marchant vers la capitale : l’armée bretonne pouvait se présenter le lendemain, ce qu’elle ne fit pas. À l'aube, quand les Bourguignons attaquent les positions adverses, ils constatent que l'armée royale s'est retirée. Resté maître du terrain et de pièces d'artillerie adverses, Charolais se considère comme victorieux. 
Après la bataille de Montlhéry, le 16 juillet 1465, Louis XI séjourne au château de Charles d'Allonville à Louville-la-Chenard.
La jonction entre les deux armées bourguignonne et bretonne ne se fait que le 19 juillet. Un mois plus tard, elles assiègent Paris.

## Lettre de Louis XI
Après la bataille, Louis XI et l'armée royale purent arriver à Corbeil au soir. Le lendemain, à savoir 17 juillet, le roi expédia ses lettres aux villes fidèles dans le royaume. S'il y existe quelques erreurs (le Bâtard de Bourgogne ne fut pas tué tandis que le comte de Charolais ne fut blessé que légèrement), ces lettres suggèrent que la situation de l'armée royale était meilleure que prévu. De nos jours, il nous reste trois exemplaires. 

La lettre du roi Louis XI datée le 17 juillet 1465 de Corbeil (Archives municipales de Lyon, AA23, no 6) : 

« De par le roy.
Chiers et bien amez, hier, environ deux heures appres disner, estans les contes de Charrolois et de Saint Pol, Atof de Cleves, le bastard de Bourgongne et tous leurs gens en bataille, empres Montlehery, fortiffiez de leurs charroiz, fossez, ribaudequins et autre grosse artillerie, feusmes conseillez de les assaillir et combatre, et ainsi fut fait. Et graces a Dieu eusmes du meilleur, et fut la victoire pour nous, et par deux ou trois foiz s'enfouyrent le dit conte de Charolois et la plus part de ses gens, et le dit conte de Saint Pol ; et desquelz ont este destroussez, que mors que prins, depuis la bataille qui s'enfouyrent bien deux mille ; et entre autres le sire d'Esmeries et le sire de Haplincourt ont este prins. Et en y a encores plusieurs qui s'ent sont fouiz, lesquelz on poursuit, et desja en ont este admenez plusieurs en ceste ville de Corbueil. Et en tant que touche le principal de la bataille, il en est mort des leurs dix contre ung des nostres, ainsi qu'il a este trouve ; et y a eu de quatorze a quinze cens mors de leur part, et de deux a trois cens prisonniers, dont il en y a de gens de bien beaucoup. Et comme avons sceu, le bastard de Bourgongne a est tue ; et oultre nous a este rapporte que lesdits contes de Charrolois et de Saint Pol ont este griesvement blecez. Et demourasmes ou champ jusques a soleil couchant ; et environ soleil couchant, que le champ nous estoit demoure, nous retraismes et venismes en ceste dicte ville de Corbueil, et toute nostre armee avec nous, excepte aucuns qui cuidoient les choses aultrement estre, et, a ceste cause, s'en sont retraiz en plusieurs lieux. Lesquelles choses vous voulons bien signiffier, afin que en puissiez rendre graces a Nostre Seigneur. Donne a Corbueil, le XVIIe jour de juillet.
LOYS.
TOUSTAIN.
A noz chiers et bien amez les bourgois, manans et habitans de nostre ville de Lyon. »

## Bilan et suites
Les deux camps peuvent se dire vainqueurs :
- Louis XI a infligé des pertes sensibles à son adversaire, d’autant que l’armée qu’il a à Paris finit par sortir le lendemain et poursuivant les fuyards bourguignons, en tue ou capture un certain nombre ;
- le comte de Charolais reste maître du champ de bataille et d'une partie de l'artillerie royale, mais ne peut empêcher le roi de France de rejoindre Paris.

Cependant, les positions pour la suite de la guerre ont totalement changé :
- Louis XI, s'il a pu regagner Paris avec son armée, est quand même très affaibli : il n’est obéi que s’il est directement présent (un tiers de ses troupes quitte le champ de bataille sans combattre, une autre armée située à moins de vingt-cinq kilomètres et dont il attendait l'appoint lui fait défaut) ;
- les Bourguignons, même s'ils ont essuyé des pertes sensibles, sont enfin renforcés par l'armée bretonne et rejoints un peu plus tard par d'autres ligueurs (le duc de Lorraine Jean de Calabre, Armagnac, Albret…), ils mettent le siège devant Paris.

Louis XI peut néanmoins le faire lever sans trop de difficultés : à l’automne, il négocie avec les ligueurs et, moyennant les traités de Conflans (5 octobre), Saint-Maur (29 octobre) et Caen (23 décembre), avec notamment des concessions territoriales à l'État bourguignon, parvient à dissoudre la ligue.
La bataille est rapidement revendiquée comme un symbole :
- par les Bourguignons qui en font une victoire éclatante (alors que le Téméraire reste maître du champ de bataille sans vraiment l'avoir conquis mais du fait d'une retraite stratégique des troupes royales) ;
- par Louis XI, qui bien qu’ayant préparé minutieusement la bataille dans les derniers jours de la campagne, en rejette ensuite la responsabilité sur le Bourguignon, et affirme avoir toujours voulu éviter l’affrontement (attitude qu'il gardera ensuite peu ou prou dans la conduite des autres conflits émaillant son règne).

Les années suivantes, il reprendra ce qu’il a donné et viendra à bout de plusieurs de ses adversaires.

## Jalon dans l’évolution de la façon de mener des batailles
Pour Payen, la bataille marque une étape dans l’art de la guerre. Les armées sont désormais placées en ligne, avec un centre d’infanterie renforcé d’artillerie, qui attaque ou défend, et surtout qui tient, et deux ailes manœuvrantes.
Cependant, ce n’est qu’une première étape : si un plan d’ensemble est tracé, les différents corps (bataille) de l’armée sont livrés à eux-mêmes, et même si un échange d’artillerie précède la bataille, la tactique consiste essentiellement en une ruée de part et d’autre, le vaincu étant, en principe, celui qui recule le premier. Même si le plan de Louis XI est bien conçu, il dépend essentiellement dans son exécution de l’obéissance d’un grand du royaume, et d’officiers qui, au moment crucial, soit fuient, soit décident de ne pas obéir. Le système primitif répartissant l’armée en trois batailles ou corps avant-garde, bataille et arrière-garde subsiste, or il ne permet pas de commandement unique : chaque corps reste indépendant (voir la fuite de Maine, la non-obéissance de Saint-Pol). Les facteurs principaux de la bataille sont les mentalités de l’époque, encore influencées de l’idéal chevaleresque (on rêve de prouesses, ainsi Saint-Pol qui refuse de reculer le matin pour motif d’honneur, mais fuit au premier choc l’après-midi), l’indiscipline et l’individualisme des combattants : on pense d’abord au butin, donc on abandonne le combat pour faire du butin, on fuit le combat pour le préserver. La bataille n’est pas du tout conduite, le comte de Charolais ayant eu la possibilité de se rabattre sur les arrières français, ce qu’il ne fait pas.

## Autres combattants notables

### Côté français
- Jean VIII de Bourbon-Vendôme, comte de Vendôme arrière-arrière-grand-père d'Henri IV ;
- Jean Salazar, célèbre mercenaire biscaïen au service de Louis XI ;
- Poncet de la Rivière, commande les archers montés de la bataille du roi de France ;
- Jean III de Coligny, grand-père de l'amiral ;
- Jacques de Sassenage, baron du Dauphiné, fut chambellan et premier écuyer de Louis XI. Il commande l’arrière-ban du Dauphiné dans l’avant-garde (350 lances et 600 archers à cheval) ;
- Le Bâtard d'Armagnac, maréchal de France du côté français (au centre de la bataille) ;
- Robin Malortie, à la tête des Dauphinois ;
- Girault de Samien, chef de l’artillerie royale capturé par les Bourguignons à l'issue de la bataille ;
- Claude de Froment premier du nom commanda une Bande de lances au côté de Louis XI[15] ;
- Louis Sicard d'Uzerche en Corrèze, officier de Louis XI, blessé lors de la bataille (Sylvie Mouysset - "Le pouvoir dans la bonne ville" Editions Méridiennes - page 387 - mai 2000 - Université de Toulouse) ;
- Jean II de Faudoas (Conseiller et Chambellan de Louis XI), blessé puis fait prisonnier lors de la bataille ;
- Pierre du Terrail, grand-père du chevalier Bayard, blessé mortellement pendant la bataille.

### Côté bourguignon
- Olivier de La Marche (1425–1502), auteur de Mémoires. Il est adoubé chevalier le matin de la bataille ;
- Simon de Quingey qui sauva le comte de Charolais, blessé et tombé de cheval, en lui donnant le sien et lui dégageant le chemin avec son épée.